# Mészáros Gábor (keramikus)
Mészáros Gábor (Mészy) (Békés, 1958. december 6. – Nyíregyháza, 2013. június 18.) magyar szobrász- és keramikusművész. Felesége, Fodor Ilda (1959*) keramikus.

## Életpályája
Középiskolai tanulmányait Szegeden a Tömörkény István Művészeti Szakközépiskolában végezte el. 1978–1983 között a Magyar Iparművészeti Főiskola szilikátipari tanszék kerámia-porcelán szakán tanult; mestere: Csekovszky Árpád és Schrammel Imre voltak. 1987–1998 között a Nyíregyházi Művészeti Szakközépiskola kerámia szakán tanított alakrajzot, mintázást és kerámiát. 1993-ban és 1996-ban a kecskeméti Nemzetközi Kerámia Stúdió, 1995-ben a nyíregyháza-sóstói Nemzetközi Éremmúvészeti és Kisplasztikai Alkotótelep munkájában vett részt. 1994-től a Magyar Design Kamara tagja volt. 1995-ben részt vett a IV. Nemzetközi Mester-Diák Üvegszimpozion munkájában. 2000-től a bajai Jelky András Szakképző Iskola tanára volt.

Használati tárgyakat és plasztikákat egyaránt készített. Munkáira tömörség, egyszerűség, a funkcionalitás tiszteletben tartása, színvilágára a természetes színek alkalmazása (fémsók, oxidok stb.) jellemző. Fő törekvése a tartalom és a forma, a jelentés, az idea és a technika, technológia szoros, zárt egységének megvalósítása.

## Művei
- Szaturnusz (Nyíregyháza, 1994)
- Jupiter (Nyíregyháza, 1994)

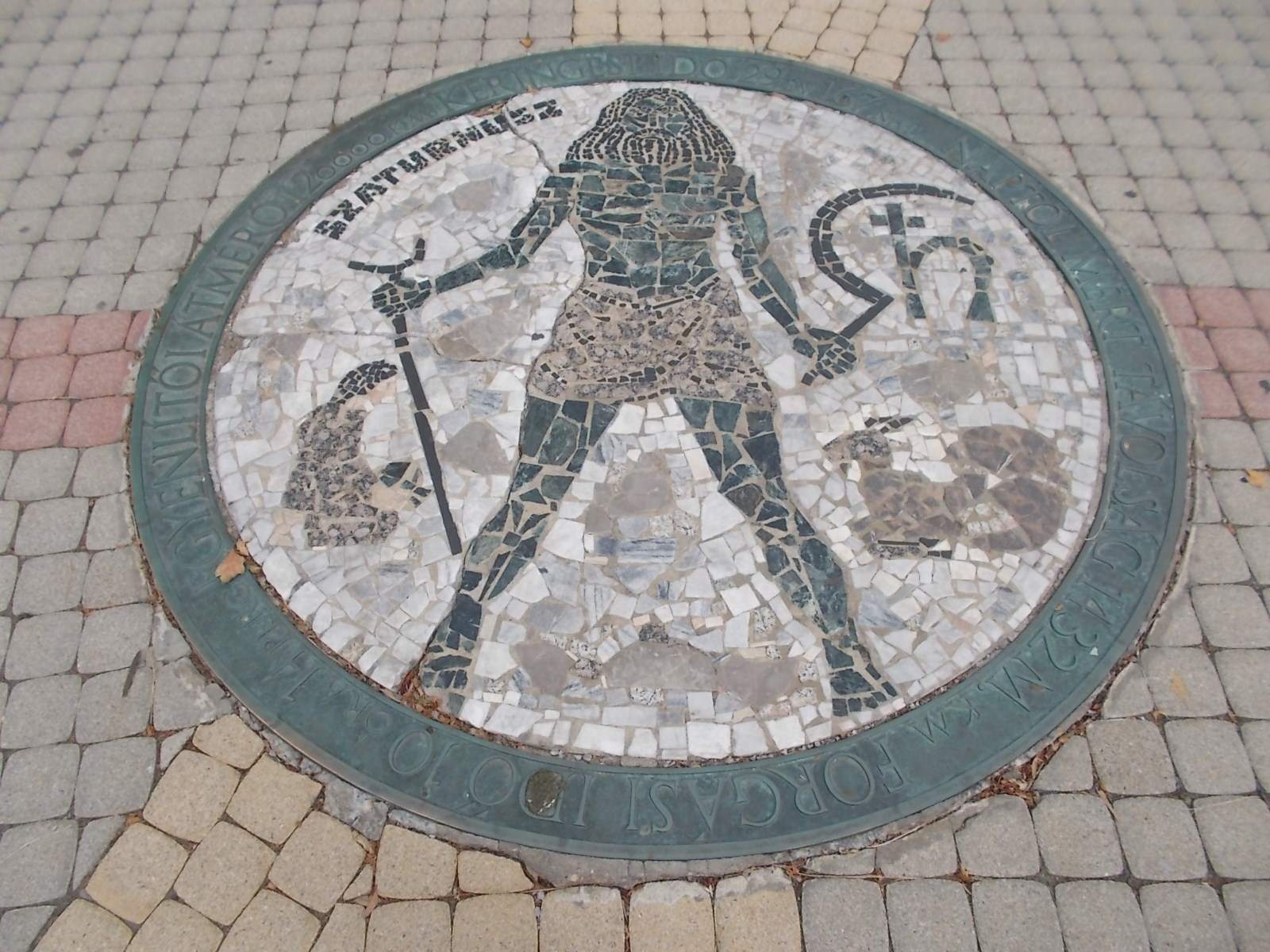
Szaturnusz (Nyíregyháza, 1994)

- Asztalos P. Kálmán-emléktábla (Csanádpalota, 2001)
- Plasztikus falburkolat és csobogó (Baja, 2003)
- Jelky András-dombormű (Baja, 2003)
- Bellosics Bálint (Baja, 2004)
- Szent Flórián (Baja, 2004)
- Szent Flórián dombormű (Baja, 205)
- Kavicsasszony (Hódmezővásárhely, 2010)

## Kiállításai
| - 1990 Sátoraljaújhely, Nyíregyháza, Békés, Makó - 1991 Tokaj, Szeged - 1992 Forráskút - 1994 Nyíregyháza, Szeged, Budapest - 1996 Szeged, Miskolc - 1997 Miskolc-Lillafüred, Tokaj, Budapest | - 1986 Szófia - 1987, 1994 Prága - 1987–1991 Békéscsaba - 1993, 1996 Budapest - 1994, 1996 Gödöllő - 1995 Hatvan - 1996 Nyíregyháza, Szolnok, Zalaegerszeg - 1997 Keszthely |

## Díjai
- a nyíregyházi Őszi Tárlat Művészeti díja (1990)
- Szabolcs-Szatmár-Bereg Megye Művészeti Díja (1990)
- Magyar Képzőművészek és Iparművészek Szövetsége (MKISZ) díj (1994)
- Szerencs Város díja a IV. Zempléni Nyári Tárlaton (1996)